# Filippa da Catania
Filippa da Catania, död 1346, var en italiensk hovfunktionär. 
Hon var ursprungligen tvätterska, och gift 1305 med den före detta moriska hovslaven Raimondo de Cabanni. Hon var barnsköterska till drottning Johanna I av Neapel, som vid sin tronbestigning belönade henne och hennes släktingar rikligt med titlar och inflytande. När drottningens make mördades 1345, tvingades hon mot sin vilja ge efter för påtryckningarna och arrestera Filippa samt dennas son Roberto och brors/systerdotter grevinnan Sancia di Morcone för mordet. Filippa avled i fängelset, innan hon kunde ställas inför rätta. 